# كارمين أورتيز
كارمين أورتيز (بالإنجليزية: Carmen Ortiz)‏ هي محامية أمريكية، ولدت في 5 يناير 1956 في نيويورك في الولايات المتحدة.